# Ron Rothstein

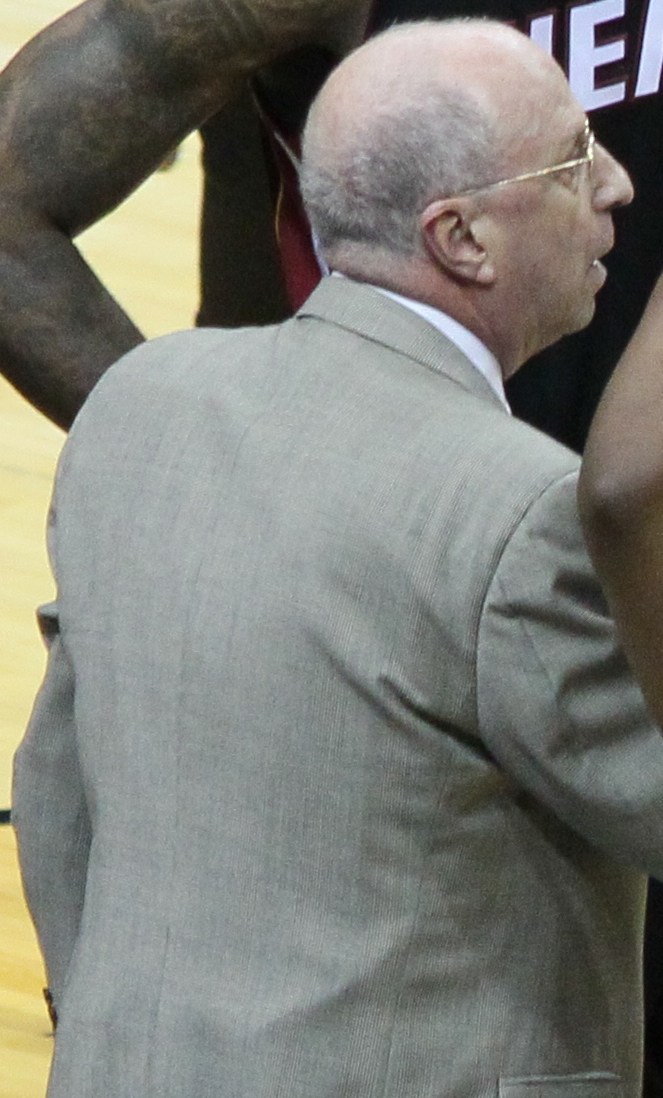
El entrenador asistente Ron Rothstein entrena a los jugadores del Miami Heat en 2010.

Ron Rothstein (27 de diciembre de 1942 en Bronxville, Nueva York) es un entrenador de básquet profesional estadounidense y exjugador universitario, quien dirigió varios equipos en la NBA.Fue el primer entrenador para los Miami Heat, luego entrenando a los Detroit Pistons. También fue entrenador en jefe en la liga de mujeres, la WNBA. En la temporada 2007-08, fue entrenador interino de los Miami Heat, sustituyendo a Pat Riley.

## Biografía
Rothsein jugó en la Universidad de Rhode Island, donde fue capitán en la temporada 1964. Luego, fue profesor y entrenador en Upsala College en Nueva Jersey y de la Eatchester High School de Nueva York en los años 1974 y 1975. A pesar de que sus equipos gozaron de un éxito moderado en la NBA, Rohstein tuvo un buen desempeño manejando egos y superestrellas. Es respetado como entrenador, y debe tenerse en cuenta que los jugadores que él dirigió en la Escuela Secundaria Eastchester eran jugadores de habilidad marginal fueron consistentemente los mejores en su condado del estado de Nueva York en los Finales de los años 70 y el principio de los 80. 
En 1979, firmó como ojeador para los Atlanta Hawks, para luego convertirse en Entrenador Asistente en 1983. En 1986 firmó como asistente en los Detroit Pistons, para luego convertirse en el primer técnico en la historia de los Miami Heat. 
Rohstein fue el entrenador principal de los Heat por tres temporadas, nunca pudiendo conseguir una temporada con más victorias que derrotas. Luego se convirtió en un comentador televisivo para los Pistons, a quienes luego entrenó por otras 2 temporadas. En 1993, los Cleveland Cavaliers lo contrataron como entrenador asistente, donde permaneció por seis temporadas. En el 2000, fue contratado como entrenador en jefe de los Miami Sol de la WNBA, donde permaneció por toda la existencia de la franquicia, desde el 2000 hasta el 2003. Ese mismo año fue contratado por los Indiana Pacers como asistente.
El 3 de enero de 2007, fue nombrado Entrenador en jefe interino de los Miami Heat, reemplazando a Pat Riley, quién estuvo de licencia debido a una cirugía de rodilla y cadera.